# Camisia arcuata
Camisia arcuata är en kvalsterart som beskrevs av Hammer 1961. Camisia arcuata ingår i släktet Camisia och familjen Camisiidae. Inga underarter finns listade.